# Saint-Just-Saint-Rambert
Saint-Just-Saint-Rambert è un comune francese di 14 584 abitanti situato nel dipartimento della Loira della regione dell'Alvernia-Rodano-Alpi.

## Società

### Evoluzione demografica
Abitanti censiti

## Amministrazione

### Gemellaggi
- Târgu Neamț, Romania, dal 1999